# Горбуновка (Мордовия)
Горбуно́вка — посёлок в составе Комсомольского городского поселения Чамзинского района Республики Мордовия.

## География
Находится на расстоянии примерно 9 километра по прямой на север от районного центра посёлка Чамзинка.

## История
Основан посёлок в начале 1920-х годов, название дано по фамилии первопоселенцев. В 1931 году было учтено 16 дворов.

## Население
Постоянное население составляло 6 человек (русские 83 %) в 2002 году, 11 человек в 2010 году.